# Idaea trypheropa
Idaea trypheropa är en fjärilsart som beskrevs av Edward Meyrick 1889. Idaea trypheropa ingår i släktet Idaea och familjen mätare. Inga underarter finns listade i Catalogue of Life.